# 安倍貞行
安倍 貞行（あべ の さだゆき）は、平安時代初期から前期にかけての貴族。大納言・安倍安仁の子。官位は従四位上・大宰大弐。

## 経歴
文徳朝の仁寿元年（851年）従五位下に叙爵し、翌仁寿2年（852年）右衛門権佐に任ぜられる。その後、左衛門権佐・右中弁・刑部大輔と京官を歴任し、この間の斉衡3年（856年）従五位上に叙せられている。
貞観2年（860年）摂津権守に転じたのち、摂津守・上野介・陸奥守と、清和朝では地方官を歴任する。上野介在任中の貞観8年（866年）百姓を動員して新たに田447町（約443ha）を開墾した。また、陸奥守在任中の貞観15年（893年）には、国司による気ままな叙位の実施に伴う財源の枯渇を理由に、夷俘（蝦夷のうちで同化の程度の低い者）に対する叙位を年間20人以下に制限すること、および租税納付での不正や官物の欠損が発生した場合はまずその国司の俸禄を没収して補填させ、俸禄では補填できない場合は国守以下全国司の俸禄で補填させること、などを太政官に願い出て許されている（この時の位階は正五位下）。
右京大夫を経て、元慶3年（879年）従四位上に叙せられ、翌元慶4年（880年）大宰大弐として大宰府に赴任。同年には、それまで大宰府の警固については大宰少弐・藤原房雄が対応していたところ、藤原房雄が肥後守に転任後、警固が行われなくなってしまったが、新たに別の対応者を設定することなく、大宰府の裁量で対応すること、および筑後・豊後両国の国守は必ず大宰府を経由して平安京に入京することとし、大宰府の了承を得ない安易な出国を禁止すること、を朝廷に申請し許されている。元慶7年（883年）6月に100人ほどの群盗により筑後守・都御酉が射殺されて邸宅が略奪を受けたが、8月月初に群盗を捕縛して、朝廷に対して官人の派遣を要請するなど、管内の事件を処理している。
これら地方官の業績を称えられ、貞観14年（872年）清和天皇から、元慶4年（880年）には陽成天皇から御衣を賜与されている。

## 官歴
『六国史』による。
- 時期不詳：正六位上
- 仁寿元年（851年） 11月26日：従五位下
- 仁寿2年（852年） 2月28日：右衛門権佐。3月4日：検非違使
- 斉衡2年（855年） 正月15日：左衛門権佐
- 斉衡3年（856年） 正月7日：従五位上
- 斉衡4年（857年） 正月14日：大和守
- 天安2年（858年） 2月28日：右中弁。3月13日：刑部大輔
- 貞観2年（860年） 6月5日：摂津権守
- 貞観3年（861年） 正月13日：摂津守
- 貞観5年（863年） 6月29日：摂津守（母服喪明け）
- 貞観7年（865年） 正月27日：上野介
- 時期不詳：正五位下
- 貞観14年（872年） 7月13日：見陸奥守
- 時期不詳：従四位下。右京大夫
- 元慶3年（879年） 正月7日：従四位上
- 元慶4年（880年） 6月7日：見大宰大弐

## 系譜
- 父：安倍安仁[6]
- 母：不詳
- 生母不明の子女
  - 男子：安倍常範[7]
  - 男子：安倍時範[7]
  - 女子：藤原定国室[7]